# Hermann Kamp

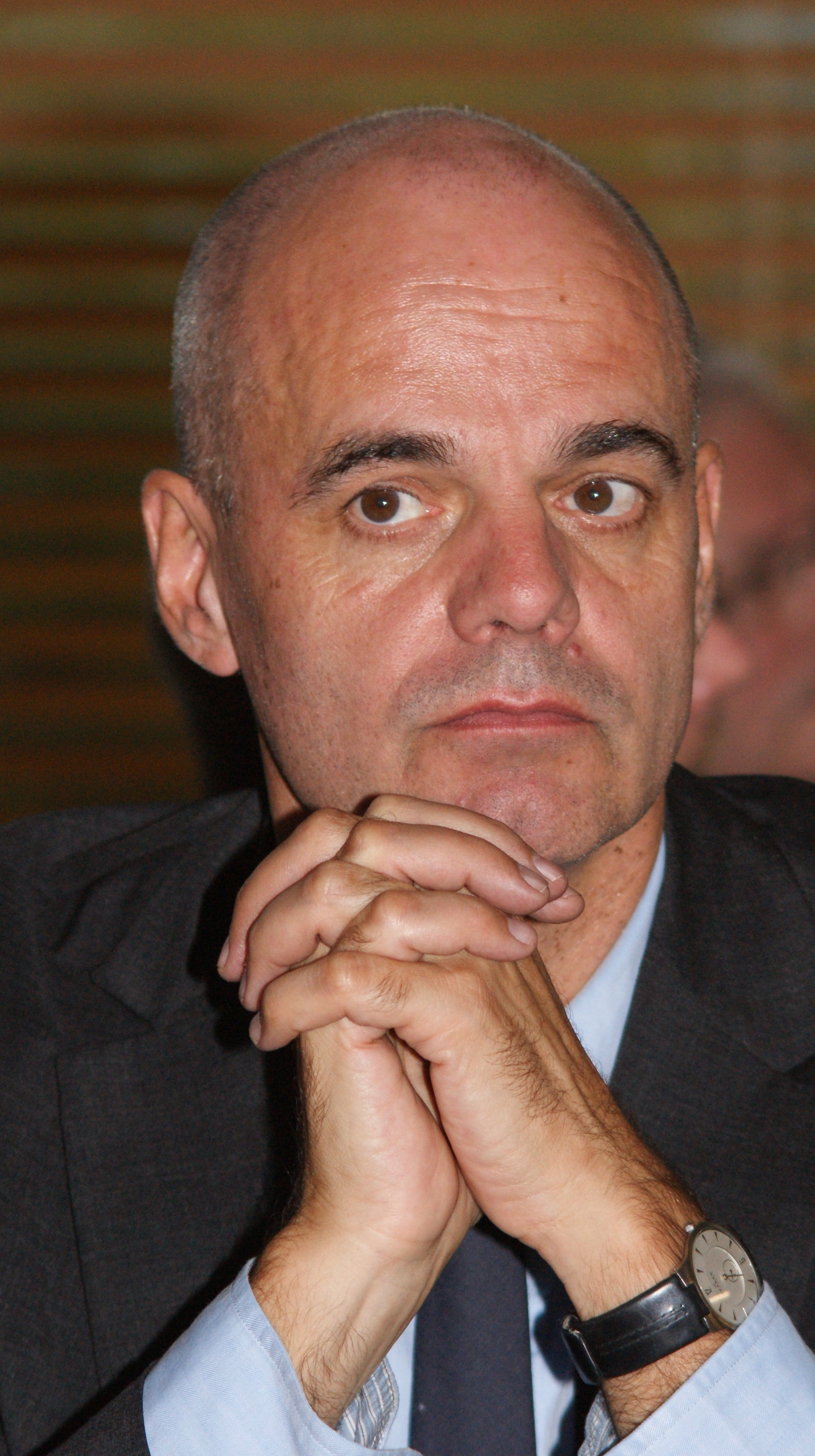
Hermann Kamp, aufgenommen 2014 von Werner Maleczek

Hermann Kamp (* 15. Juni 1959) ist ein deutscher Historiker.
Hermann Kamp studierte Geschichte, Publizistik und Romanische Philologie an den Universitäten Mainz, Dijon, München und Münster. Er wurde 1991 promoviert an der Universität Münster mit einer von Joachim Wollasch angeregten und betreuten Arbeit über die Stiftungen des burgundischen Kanzlers Nicolas Rolin. Von 1991 bis 2000 war Kamp Wissenschaftlicher Mitarbeiter und Assistent an den Universitäten Gießen, Bonn und Münster. 2000 erfolgte mit der von Gerd Althoff betreuten Arbeit Friedensstifter und Vermittler im Mittelalter seine Habilitation an der Universität Münster. Von 2000 bis 2006 war Kamp Hochschuldozent an der Universität Münster. Es folgten Vertretungsprofessoren an der Universität Münster (2006/2007) und der Universität Paderborn (2008). Seit Wintersemester 2008/2009 ist Kamp Inhaber des Lehrstuhls für Mittelalterliche Geschichte an der Universität Paderborn. 
Seine Forschungsschwerpunkte sind Konfliktführung und Friedensstiftung im Mittelalter, die Geschichte Burgunds im Mittelalter sowie die allgemeine politische Geschichte im Hochmittelalter und die Beziehungen zwischen Völkern und Reichen im Mittelalter. In seiner Dissertation will Kamp mit einem „mikroskopischen Verfahren“ anhand Nicolas Rolin mit dem Spätmittelalter einen neuen Zeitraum erschließen. Bisherige Forschungen zur Memoria konzentrierten sich auf das Früh- und Hochmittelalter. In seiner Münsteraner Habilitationsschrift befasste er sich mit der Friedensstiftung und Konfliktbeilegung von der Merowingerzeit bis ins 14. Jahrhundert. Er veröffentlichte 2007 einen Überblick zur burgundischen Geschichte. Kamp ist Mitglied im Konstanzer Arbeitskreis für mittelalterliche Geschichte. Er organisierte im Herbst 2016 eine Reichenau-Tagung des Konstanzer Arbeitskreises für mittelalterliche Geschichte mit dem Thema „Herrschaft über fremde Völker und Reiche. Formen, Ziele und Probleme der Eroberungspolitik im Mittelalter“. Die Beiträge wurden 2022 von Kamp in einem Sammelband veröffentlicht.

## Schriften
Monographien
- Burgund. Geschichte und Kultur (= Beck’sche Reihe. Band 2414). Beck, München 2007, ISBN 3-406-53614-X.
- Friedensstifter und Vermittler im Mittelalter (= Symbolische Kommunikation in der Vormoderne.). Wissenschaftliche Buchgesellschaft, Darmstadt 2001, ISBN 3-534-15167-4.
- Memoria und Selbstdarstellung. Die Stiftungen des burgundischen Kanzlers Rolin (= Francia. Forschungen zur westeuropäischen Geschichte. Band 30). Thorbecke, Sigmaringen 1993, ISBN 3-7995-7330-5 (online).

Herausgeberschaften
- Herrschaft über fremde Völker und Reiche. Formen, Ziele und Probleme der Eroberungspolitik im Mittelalter (= Vorträge und Forschungen. Band 93). Thorbecke, Ostfildern 2022, ISBN 978-3-7995-6893-7.
- Mit Sabine Schmitz: Erinnerungsorte in Belgien. Instrumente lokaler, regionaler und nationaler Sinnstiftung (= Histoire. Band 144). transcript, Bielefeld 2020, ISBN 978-3-8376-4515-6.
- mit Kerstin P. Hofmann, Matthias Wemhoff: Die Wikinger und das Fränkische Reich. Identitäten zwischen Konfrontation und Annäherung (= MittelalterStudien des Instituts zur Interdisziplinären Erforschung des Mittelalters und seines Nachwirkens. Band 29). Fink, Paderborn 2014, ISBN 978-3-7705-5850-6.
- mit Martin Kroker: Schwertmission. Gewalt und Christianisierung im Mittelalter. Schöningh, Paderborn 2013, ISBN 978-3-506-77297-8.
- mit Claudia Garnier: Die Spielregeln der Mächtigen. Mittelalterliche Politik zwischen Gewohnheiten und Konventionen. Wissenschaftliche Buchgesellschaft, Darmstadt 2010, ISBN 978-3-534-23014-3.